# Divisione di Guerin
La divisione di Guerin è uno spazio vuoto presente nel sistema di anelli planetari del pianeta Saturno; è situato fra il debole anello D e l'anello C.